# Tighirt
Tighirt  (in arabo تيغيرت‎?) è un centro abitato e comune rurale del Marocco situato nella provincia di Sidi Ifni, regione di Guelmim-Oued Noun. Conta una popolazione di 6 606 abitanti (censimento 2014).